# Карабін Colt Модель 1839
Карабін Colt Модель 1839 є раннім капсульним револьверним гладкоствольним карабіном виробництва Patent Arms Manufacturing Company з 1838 по 1841 роки. Карабін випускали паралельно з важільною гвинтівкою Colt Друга Модель Ring (нащадок Першою Моделі Ring Lever, першої зброї виробництва Семюеля Кольта). Модель 1839 була найпопулярнішою довгоствольною зброєю, яку випускала Patent Arms. Карабін Модель 1839 відрізняється від гвинтівки Colt Ring Lever відсутністю кільцевого важеля для зведення зовнішнього курка, який зводили вручну обертаючи при цьому шести зарядний барабан. Було випущено приблизно 950 карабінів Модель 1839, а також варіант у вигляді дробовика, Модель 1839 Shotgun. У період з 1839 по 1841 роки було випущено приблизно 225 одиниць. Незважаючи на те, що якусь кількість карабінів Модель 1839 придбали ВМС США та військовий флот Техасу, продажі були низькими через велику вартість зброї та проблеми з контролем якості зброї.

## Опис

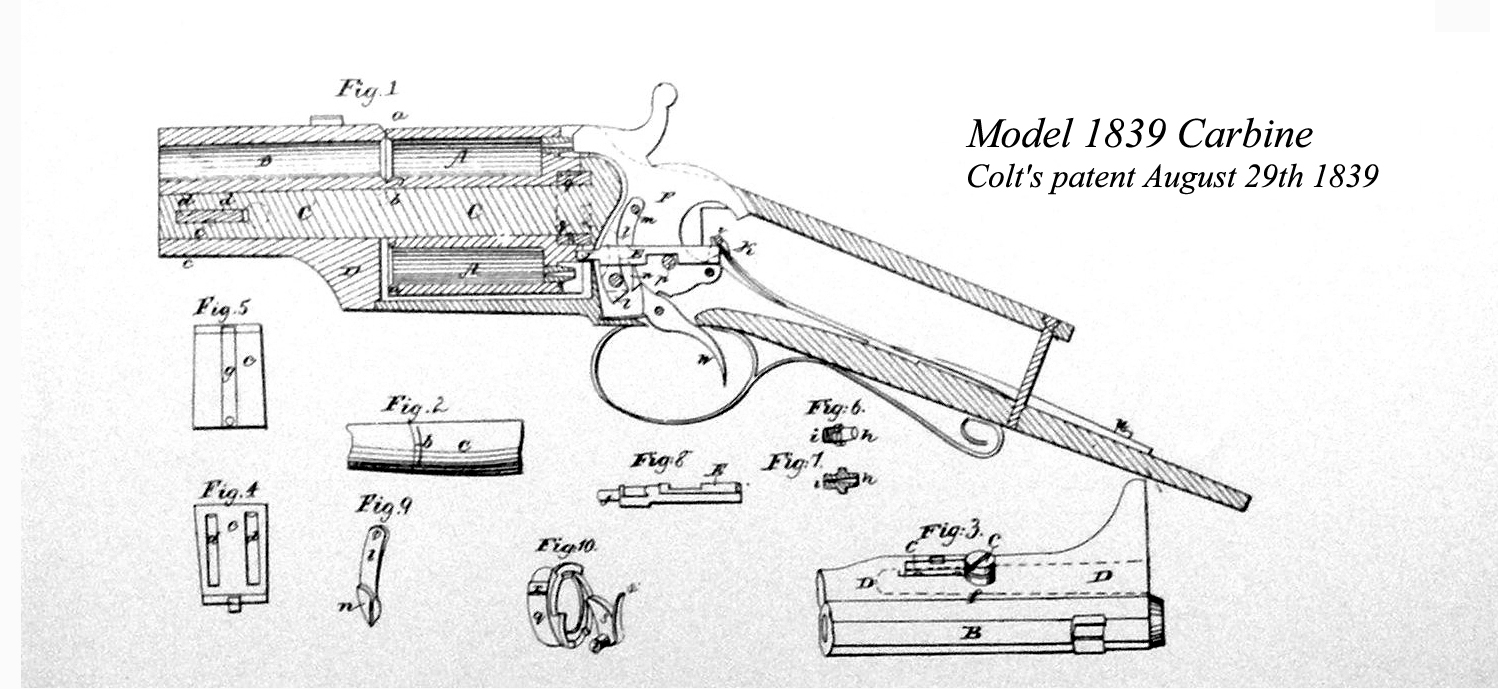
Патент на карабін Colt Модель 1839

Карабін Модель 1839 мав стандартний 61 см круглий ствол з коричневим воронуванням. Інші металеві частини мали синє воронування.  Окрім поширених 61 см стволів, випускали 71 см та 81 см стволи. Загальна довжина гвинтівки з 61 см стволом дорівнювали 110 см, а вага становила 4,8 кг. На відміну від гвинтівки Colt Ring Lever, карабін Моделі 1839 має гладкий ствол під калібр .525. 6,4 см шестизарядний барабан має гравірування сцени морської битви при Банкер-Гілл та мисливця з левом. Спочатку передня і задня кромка барабана були квадратні, при подальшому виробництві задню кромку барабана зробили закругленою. Важелі заряджання розташовані на правому боці рами були відсутні на ранніх моделях, стали стандартом під час виробництва у серпні 1840 року. Ложа з горіху лакована, потиличник прикладу має закруглену п'яту.
Спускова скоба карабіна Моделі 1839 має овальну форму і має "задню шпору", яка йде вздовж нижньої частини ложі на невелику відстані, а потім загинається назад, утворюючи невеликий відкритий круг. Модель 1839 відрізняється від великої гвинтівки Ring Lever відсутністю кільцевого важеля перед спусковою скобою і наявністю зовнішнього курка. Зведення зовнішнього курка обертає барабан.

### Модель 1839 Дробовик
Модель 1839 Дробовик за зовнішнім виглядом та за роботою механізму схожа на карабін Модель 1839. Дробовик має 61 або 81 см ствол з дамаску. Шести-зарядний барабан довжиною 8,9 см має гравіровані сцени "американського орла, полювання на оленя та індіанця з мисливцями на птахів." Дробовик під набій 16 калібру (.62 калібр) та немає важеля заряджання.

### Відновлені моделі
Ці моделі, оригінальні карабіни Модель 1839 придбані та відремонтовані Кольтом у 1848 році, мали поліровані барабани без прикрас і загартовану фурнітуру. В іншому ці відновлені моделі за обробкою схожі на оригінальні карабіни Модель 1839. Таким чином було перероблено сорок карабінів Кольта.

## Виробництво
У 1838 році на фабриці Patent Arms Manufacturing Company у Патерсоні, штат Нью-Джерсі було розпочато виробництво карабіна Модель 1839. Виробництво тривало до 1841 року, всього було випущено приблизно 950 одиниць зброї (серійні номери 1–950). Модель 1839 Дробовик випускали з 1839 по 1841 роки, кількість - 225 та 262 одиниці (серійні номери 1–225 або 262). Приблизно двадцять п'ять одиниць карабіна Моделі 1839 на фабриці Patent Arms мали подовжені барабани довжиною 8,3 см. Ці моделі випускали під мушкетний заряд пороху.

## Використання
Багато карабінів Модель 1839 були продані декільком військом організаціям, хоча вони ніколи не були прийняті на озброєння. Основним покупцем нової магазинної зброї Кольта були техаські військові, які зробили кілька замовлень карабінів Модель 1839. Армія Техасу 3 серпня 1839 року замовили п'ятдесят карабінів по $55 кожний та додатково 5 жовтня 1839 року тридцять одиниць. Кожне замовлення включало аксесуари до карабінів, такі як форми для куль та важелі заряджання. Крім того в 1839 році військовий флот Техасу замовив 180 карабінів Кольта Модель 1839. ВМС США замовили 360 карабінів з 1840 по 1841 роки чотирма різними замовленнями. Ця зброя мала маркування "WAT" від військового інспектора капітана Вільяма Андерсона Торнтона (англ. William Anderson Thornton). Випробування, проведені військово-морським флотом, продемонстрували крихкість карабіна після того, як до середини 1841 року було поставлено всього 160 карабінів.

У 1841 році капітан Едвін Воз Самнер провів польові випробування карабіна Кольта Модель 1839 та карабіна Дженкса у казармах Карлайла у Пенсільванії. Після перших випробувань двох карабінів Самнер надав перевагу Дженксу, у який виявився на "дванадцять пострілів швидшим за карабіни Кольта". Зрештою, Самнер визнав карабін Кольта Модель 1839 непридатним до військової служби. З часом було з'ясовано, що барабани карабінів Кольта почали іржавіти через часткові проблеми з матеріалами. Через це виникали невеликі отвори між каморами, що призводило до ланцюгового запалення пороху у інших каморах. Незважаючи на те, що Модель 1839 була краща за гвинтівку Кольта Ring Lever, карабін не виправдав очікувань Кольта. Окрім проблем з якістю матеріалів, висока ціна карабіну була небажаною для багатьох покупців, що призвело до зменшення обсягів продажу.
Карабін Модель 1839 швидше за все використовували у корпусі морської піхоти США під час американо-мексиканської війни. Карабіни використовував Вінфілд Скотт під час кампанії у Мексиці починаючи з висадки у Веракрус до пересування у бік Мехіко.